# De vackra bilderna
De vackra bilderna (franska Les Belles images) är en roman som skrevs av Simone de Beauvoir 1966, och behandlar existentiella frågor med betoning på kvinnans roll inom ramen för en högborgerlig Parismiljö.